# 堂邑县 (山东省)
堂邑縣，在现山東省东昌府区西北四十里，隋代所置。行乞興學的武訓先生就是堂邑縣人。

## 沿革[1]
春秋齊國棠邑；漢代為清縣、發干縣二縣地。東漢改清縣曰樂平縣；北魏省發干縣入樂平縣；北齊省。
隋代改置堂邑縣，屬兗州武陽郡；唐代屬河北道博州，天寶中，平原太守顏真卿，遺兵擊賊，約袁如泰於堂邑西南，即此；五代晉改河清縣，尋復故。故城在今治西十里；宋代圮於水，徙置今治，屬河北東路博州；金代屬山東西路博州；元代屬中書省東昌路博州；明代屬山東省東昌府博州；清代屬山東省東昌府。民國三年（1914年）六月，劃屬山東東臨道；國民政府成立，廢道，直屬山東省政府。
1943年，改名为武训县。1949年复名堂邑县，属平原省聊城专区。1952年，撤消平原省，堂邑县划归山东省，仍属聊城专区。1956年，撤消堂邑县，辖地划入聊城。